# Lunay
Lunay là một xã thuộc tỉnh Loir-et-Cher trong vùng Centre-Val de Loire miền trung nước Pháp.

## Dân số
| 1831                                                                | 1901  | 1954  | 1962 | 1968  | 1975  | 1982  | 1990  | 1999  |
| ------------------------------------------------------------------- | ----- | ----- | ---- | ----- | ----- | ----- | ----- | ----- |
| 1.596                                                               | 1.569 | 1.142 | 937  | 1.011 | 1.007 | 1.207 | 1.213 | 1.293 |
| Census count starting from 1962: Population without double counting |       |       |      |       |       |       |       |       |